# Ptychodes guttulatus
Ptychodes guttulatus là một loài bọ cánh cứng trong họ Cerambycidae.